# Valladolid (Yucatán)
|  | Per a altres significats, vegeu «Valladolid (Mèxic)». |

Valladolid és una ciutat colonial a l'estat mexicà de Yucatán, específicament en el municipi homònim que es troba a la Zona Oriental també coneguda com a Regió II del mateix estat. Té una altura mitjana de 30 msnm i es troba a una distància de 1.483 km de la Ciutat de Mèxic, a 162 km de la capital de l'estat, Mérida, a 158 km de Cancún, a 50 km de Chichén Itzá, a 50 km de Tizimín, a 47 km de Pisté, a 30 km de Cobá, a 28 km de Chemax, a 27 km de Ek Balam, a 12 km de Temozón i a 7 km de Chichimilá.
És una ciutat de gran atractiu turístic, gràcies al seu estil colonial, la seva famosa gastronomia i degut a la proximitat i connexió amb altres espais turístics de la zona com Chichén Itzá, Xel-Ha o Xcaret.
L'any 2010 era la ciutat amb una major població de l'orient de Yucatán. També era la segona ciutat en importància i la tercera amb un nombre més gran d'habitants de tot l'estat, tan sols darrere de Mérida  i Kanasín.

## Elements identitaris

### Símbols
Escut

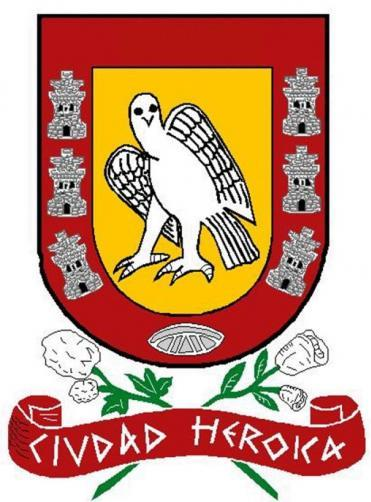
Escut de Valladolid.

Per commemorar els 150 anys de la seva fundació, les autoritats municipals van decidir confeccionar l'escut que hauria de simbolitzar a aquesta ciutat.
Així, el 13 de desembre de 1973, Juan H. Alcocer Rosat, president municipal de Valladolid, després de rendir el seu informe oficial administratiu, va descobrir davant el governador de l'estat de Yucatán, Carlos Loret de Mola Mediz, el nou escut d'armes de Valladolid.
Aquest escut va ser confeccionat seguint les normes que regeixen als antics blasons hispànics i va ser elaborat pel heraldista Juan Francisco Peó Ancona.
Dues idees bàsiques guien la composició d'aquest blasó: Una figura central representant el tradicional “Zaciual” o esparver blanc alçat, així com altres signes que manifesten clarament la presència de dues cultures: la indígena i l'espanyola.
La insígnia heràldica es descriu així: En camp d'or, esparver blanc dempeus, Bordura de gules (vermell) amb sis castells d'or (tres en cada costat), i en la punta, el símbol maya numèric del zero en or. Com a ornament exterior, dues branques creuades, una de cotó i l'altra de Xtabentún amb les seves flors i la divisa: "Ciutat Heroica" en lletres vermelles sobre un fons o llistó de pergamí.

## Història

### Fundació
La ciutat va ser fundada el 28 de maig de 1543 per Francisco de Montejo, conegut com el Nebot, amb el propòsit de dominar la regió que a l'arribada dels espanyols era controlada pels Cupules. Fou anomenada Valladolid com a homenatge a la ciutat castellana del mateix nom.
La fundació es va dur a terme en el lloc conegut com a Chauac Há, en el cacicazgo maya (organització territorial maya) de Chikinchel, posant-la sota l'advocació de la Mare de Déu del Remei i el patronatge de Sant Gervasi. Montejo, immediatament, va dissenyar la traça que tindria la població, va integrar el seu primer cabildo i va atorgar encomanes a 45 conqueridors. La ciutat va ser traslladada de lloc a causa de la insalubritat i les malalties presentades entre les quals es trobava, probablement, la febre groga. Montejo es va resistir al canvi, però el cabildo, en nom de la vila, va amenaçar de queixar-se davant el rei Carles I, acusant-lo de "persona que no procura el bé, utilitat i pacificació dels naturals d'Espanya".
El 24 de març de 1545 es va traslladar la localitat des de l'assentament de Chauac Há a la capital dels Cupules, les ruïnes de la ciutat maya de Zací, paraula maya que significa Esparver blanc. La ciutat va ser, des de la seva fundació i durant la colònia espanyola, el centre de desenvolupament de l'orient de la Península de Yucatán.

### Seglexix
Amb la independència de Mèxic, l'any 1833 i fins a 1847, es va establir a la ciutat la primera fàbrica de fils i teixits del país. Usava la força del vapor i fou anomenada "L'aurora de la indústria yucateca", antecedent de les actuals empreses maquilladores.
En 1848 la ciutat va ser presa pels indígenes maies revoltats durant la Guerra de Castes al comandament del cacic Cecilio Chi. La població blanca i amb ella, molts mestissos, van ser morts o desallotjats durant la invasió. La ciutat va ser recuperada mesos després per les tropes del govern encapçalat en aquest casper Miguel Barbachano. No obstant això, la ciutat de Valladolid no va deixar de sofrir l'assetjament militar durant molts anys mentre va durar el conflicte bèl·lic entre les ètnies de Yucatán.

### Segle XX

#### Pla de Dzelkoop i rebel·lió de Valladolid
El 10 de maig de 1910, en la localitat de Dzelkoop, pertanyent a Valladolid, es va signar el Pla de Valladolid o Pla de Dzelkoop en el qual es podia llegir una invitació a la població d'aixecar-se en contra de la dictadura al país.
El 4 de juny de 1910, es va donar un moviment revolucionari, precursor del que al novembre del mateix any, es va iniciar al nord de la república mexicana encapçalat per Francisco Ignacio Madero, i que va determinar la caiguda del govern del general Porfirio Díaz. A aquest moviment fou anomenat a tot el Yucatán com La Primera espurna de la revolució.

## Geografia física

### Ubicació
D'acord amb el cens de 2010, la població té una altitud mitjana de 25 metres sobre el nivell del mar.
Es troba a l'orient de l'estat, a una distància de 160 km de la capital, a 150 km a l'est de Cancún i a 48 km al sud de Tizimín.

### Orografia
En general, la localitat posseeix una orografia plana, classificada com a pla de la barrera; els seus sòls són generalment rocosos o cimentats.

### Hidrografia
El municipi al qual pertany la ciutat de Valladolid està situat a la regió hidrològica Yucatán Nord. Els seus recursos hidrològics són proporcionats principalment per corrents subterraneas; les quals són molt comuns a l'estat.

### Clima
Predomina el clima càlid amb pluges regulars a l'estiu. La temperatura mitjana anual és de 25,8 °C, la màxima es registra al mes de maig i la mínima es registra al gener. Calmen les calors, les brises marines i els vents del sud i de l'oest.

## Geologia
La superfície sobre la qual s'assenta la ciutat, igual que la totalitat de l'àrea del municipi de Valladolid, és de tipus roca sedimentària calcària, mateixa que pertany al període neógeno de l'era Cenozoica.

### Edafologia
En el municipi de Valladolid existeixen tres tipus de sòl dominants: leptosol (68,55%), luvisol (29,19%) i cambisol (0,15%); no obstant això, la zona urbana de la ciutat s'assenta únicament sobre luvisol en la meitat sud i leptosol en la meitat nord.

## Demografia
La localitat de Valladolid era la tercera ciutat més poblada de l'estat de Yucatán l'any 2010 després de Mèrida i Kanasín. Durant el segle xx, la ciutat va passar de tenir 4.319 habitants l'any 1910 a 8.165 a la dècada de 1950; la seva població va arribar als 29.279 habitants a la dècada de 1990. En la dècada del 2000 la seva població va oscil·lar d'entre els 37.000 i 48.000 habitants.
Segons el cens de 2005 realitzat pel INEGI, la població de la localitat era de 45.868 habitants (66,6% del municipi), dels quals 22.527 eren homes i 23.341 dones. Segons CONAPO, s'espera una població de 54.676 el 2011.
El municipi al qual pertany la localitat tenia un índex de desenvolupament humà mitjà de 0,7745, la qual cosa la situava en el lloc 34 de l'entitat en 2005, estant per sota de la mitjana estatal que fou de 0,8088 segons el PNUD el 2008.

### Religió
L'any 2000, d'acord amb el citat Cens efectuat pel INEGI, la població de 5 anys i més, que és catòlica ascendeix a 42.323 habitants, mentre que els no catòlics en el mateix rang d'edats sumen 7.058 habitants.

## Política

### Municipi de Valladolid

Municipi de Valladolid en l'estat de Yucatán, segons els límits del INEGI.

La ciutat de Valladolid és el cap de municipi del municipi de Valladolid, un dels 106 municipis de Yucatán, que es troba a l'orient de l'estat i ocupa una superfície total de 1.081,27 km².
En l'àmbit polític, pertany al XI Districte Electoral Estatal de Yucatán, i a l'I Districte Electoral Federal de Yucatán, sent seu de tots dos.
L'any 2010, el municipi tenia 74.217 habitants, la majoria d'ells en el nucli municipal i en menor mesura en les localitats de Popolá, Yalcobá, Kanxoc, Xocen i Tikuch.

### Administració
La ciutat ha tingut 28 presidents municipals en el període que va des de 1941 fins a 2024.
Actualment el president municipal és el mestre Alfredo Fernández Arceo.
El següent quadre mostra els últims alcaldes des del començament del segle xxi:
| Presidents municipals de Valladolid |             |        |
| President municipal                 | Període     | Partit |
| C. Roger Alcocer García             | 2001 - 2003 |        |
| C. Jesús Manuel Chacón Vivas        | 2004 - 2007 |        |
| C. Mario Alberto Peniche Cárdenas   | 2007 - 2010 |        |
| C. Gonzalo José Escalante Alcocer   | 2010 - 2012 |        |
| C. Roger Alcocer García             | 2012 - 2015 |        |
| C. Alpha Alejandra Tavera Escalante | 2015-2018   |        |
| Ing. Enrique de Jesús Ayora Sosa    | 2018-2021   |        |
| Mtro. Alfredo Fernández Arceo       | 2021-2024   |        |

## Economia

### Ocupació
La població econòmicament activa de la localitat era de 19.468 habitants l'any 2010, d'aquests, 12.808 eren homes i 6.660 dones. No obstant això, solament 18.890 persones es trobaven ocupades, sent 12.346 homes i 6.544 dones.

### Sector primari
Amb dades de l'any 2000, el sector primari ocupa al 19% de la població econòmicament activa del municipi. La major part de les activitats primàries són desenvolupades per productors locals.

### Sector secundari
El sector secundari ocupa el 32% de la població econòmicament activa del municipi.

### Sector terciari
El sector terciari ocupava al 48% de la població econòmicament activa del municipi

## Mitjans de comunicació
Premsa escrita
En la localitat circula l'edició diària del Diari de Yucatán.
Telefonia
La ciutat compta amb senyal de Telcel en les modalitats GSM, TDMA i GPRS. A més compta amb serveis de telefonia de Movistar, Iusacell i Nextel.

## Arquitectura i urbanisme

### Esglésies
A Valladolid hi ha sis esglésies catòliques amb interès arquitectònic o històric:

#### Sant Servaci o Sant Gervasi
L'església més famosa i important és enfront la plaça i parc principal de Francisco Cantòn, començada a construir l'any 1543, després de la fundació de Valladolid.
En arribar els conqueridors, la nit anterior a la diada de l'assumpció de La nostra Senyora, va ser canviada la veneració principal de l'església, tot i conservar-se el seu culte a Sant Gervasi. La parròquia originalment construïda al segle xvi, fou escenari d'un sagnant crim al segle xviii, per la qual cosa, a manera de desgreuge, el temple fou remodelat, reorientant la seva façana cap al nord. Es va conservar el pòrtic de la façana principal que mirava, segons el costum, cap al ponent, amb les escultures de Sant Pere i Sant Pau.

#### Sant Bernadí de Siena
El temple de Sant Bernadí de Siena està al parc del barri de Sisal. Fou construït l'any 1552, any en el qual l'arquitecte i religiós Juan de Mèrida (membre de l'ordre dels frares de Francisco de Montejo). L'església és d'estil franciscà i la seva arquitectura és del tipus fortalesa medieval.

#### Santa Llúcia
Està al barri del mateix nom. Destaca l'altura del seu sostre abovedat i la seva façana rematada per una actuació arquitectònica simple amb tres arcs que envolten les portes, llaurats amb motius vegetals. El temple és de maçoneria, amb sostre de volta i pis de mescla de calç. La sagristia té sostre amb rollizos i sòl de terra piconada. L'atri que circumda el temple pels seus costats nord, sud i oest està limitat amb una muralleta de maçoneria. El seu parc és un dels més visitats, ja que es respira un ambient familiar i de pau.
La façana de l'església està rematada per una element arquitectònic simple amb tres clars per a les campanes, els marcs de les portes estan llaurats en pedra amb motius vegetals. L'única dada que es té és que la seva construcció és a principi del segle xvii.

#### Candelaria
Situada al carrer 44 cantonada amb el carrer 35, enfront de la plaça del mateix nom. Es venera a la Verge de la Candelaria, amb la diada del 2 de febrer. El conjunt consta de temple, una capella petita, un vestíbul, un portal suportat per arcs d'estil mossàrab i un pati amb arqueria circumdant. Té dues obertures per a campanes i dues rematades en el sostre que li donen aspecte de fortalesa. La capelleta està disposada sobre la sagristia. El temple és d'una sola nau; enfront a ella i abastant fins al zaguàn de la casa cural, està el petit portal d'arcs moriscs que envaeix el carrer. Té a més un atri petit al costat sud de tot el terreny. En el seu interior s'aprecia el sostre de volta, púlpit de fusta llaurada, retaule amb motius vegetals i nínxols amb imatges.

#### Sant Joan de Déu
Localitzada al carrer 40 enfront del petit parc del mateix nom, mesura uns 30 metres de llarg per 10 d'ample. Caracteritzada per dues torres rematades per grans pilones de piràmides quadrangulars que flanquegen la façana.
Les parets laterals del temple són sòlides, amb petits merlets, també de pedra, com la de Sant Gervasi, Sant Bernadi i Saint Lucia. La portada principal està també envoltada per un arc de mig punt; sobre aquest, una finestra del cor emmarcada amb pedra de pedrera i a dalt d'aquestes tres petites finestres circulars rematades per una balustrada que connecta les dues torres. En el seu interior es troba un interessant retaule d'estil salomònic amb motius vegetals, quatre nínxols laterals i una pila baptismal de pedra llaurada. Actualment té un petit atri amb reixat de ferro. Recentment fou remodelada cobrint les parets amb una mescla especial per a la seva protecció.

#### Santa Anna
L'església situada al barri del mateix nom, té un vitrall que es troba al capdavant de la façana, recentment incorporat al temple mitjançant una recaptació pública.
Hi ha un parc enfront de l'església en el qual, cada 13 de setembre, es commemora l'heroica defensa de Chapultepec. Al centre del parc està el monument als nens herois.
A la plaça que es troba enfront d'aquesta església fou executat l'any 1847, després de judici sumarísimo, Manuel Antonio Ai, batab (cabdill) maya de Chichimilá. Acusat de rebel·lió en ser-li trobada una carta, segons el jutge Antonio Rajón, que li dirigia Cecilio Chi, en la qual suposadament es confabulaven per iniciar la Guerra de Castes. Finalment, ai fou penjat just davant l'església.

### Llocs d'interès
El sector turístic a Valladolid representa una activitat econòmica important tant per a la ciutat, com per a la regió i, en termes comparatius, és un dels més dinàmics, principalment del sud-est mexicà, encara que també de la resta del país.
A causa dels llocs d'interès que existeixen a la ciutat, a la seva història i atractiu colonial; també als seus cenotes, a la seva gastronomia i al seu clima, Valladolid és un competidor de rang nacional en el ram del turisme. La ciutat està plena de cultura, ja que a més de tenir majestuosos edificis històrics i belles cases amb façanes acolorides, està plena de tradicions, així com de riquesa artesana i gastronòmica.
La proposta turística val·lisoletana està representada, entre d'altres, pels següents llocs situats en:
| Centre Històric: - Temple Parroquial de Sant Servacio o Gervasio. - Parc Principal Francisco Cantó Rosat - Palacio Municipal - Casa de la Cultura - Casa dels Cérvols - Comprat d'Artesanies - Centre Artesanal Zaci - Basar Municipal - Museu Sant Roque - Parc dels Herois - Les 5 Carrers Barri de Sisal: - Temple i ExConvent de Sant Bernandino de Siena - Parc de Sisal Barri de Candelaria: - Església de La nostra Senyora de la Candelaria - Parc de La nostra Senyora de la Candelaria - ExTeler “L'Aurora” Barri de Santa Ana: - Església de Santa Ana - Parc dels Nens Herois - Cenote Zaci - Mercat Municipal “Donato Bats Herrera” Barri de Saint Lucia: - Església de Saint Lucia. - Parc de Saint Lucia. Barri de Sant Joan: - Església de Sant Joan de Déu - Parc de Sant Joan de Déu Uns altres: - Calçada dels Frares - Centre Recreatiu “Aquàtica” - Cenote Suytun - Cenote Xkeken - Cenote Samulha | \| \| \| \| |
| |             |
| |             |

## Cultura

### Artesanies
Entre la diversitat d'artesanies que es produeixen en la localitat es troba el l'elaboració d'hamaques, confecció de roba típica, brodats, joieria, talabarder i tallat de pedra.

## Patrimoni cultural immaterial

### Festes Populars
- Del 26 de gener al 3 de febrer, es realitza la festa del barri de la Verge de la Candelaría.
- Del 16 al 25 d'abril es realitza la festa de la verge de Santa Inés i Sant Marcos.
- Del 23 d'abril al 3 de maig es realitza la festa en honor de la Santa Creu, al barri de la Creu Verda. Festa popular amb ball de jarana, rosaris, menjar.
- El 28 de maig, aniversari de la fundació de Valladolid.
- Del 13 al 19 de juny, festa del Diví Redemptor.
- El 26 de juliol, festa de La nostra Senyora de Santa Ana.
- Del 15 al 30 d'octubre, festa al Crist Rei.

### Tradicions i Costums
Per a les festivitats de tots els sants i fidels difunts s'acostuma a col·locar un altar en el lloc principal de la casa, on s'ofereix als difunts el menjar que més els agradava i el tradicional mucbil pollastre, acompanyat de atole de blat de moro nou, i xocolata batuda amb aigua. A les festes regionals els habitants ballen les jaranas, fent competències entre els participants.

### Vestits Típics
Les dones usen el senzill hipil, amb brodats que ressalten el tall quadrat del coll i la vora del vestit; aquest es col·loca sobre el fustán, que és un mig fons arrissat subjecte a la cintura amb pretina de la mateixa tela; calcen sandàlies i per protegir-se del sol es cobreixen amb un arrebossats. Els camperols, sobretot els ancians, vesteixen pantalons folgats de manta crua, samarreta botonada al capdavant, mandil de cotí i barret de palla.
Per a les vaqueries i festes principals, les dones s'engalanen amb el terno, confeccionat amb fines teles, encaixos i brodats fets generalment a mà en punt de creu. Aquest es complementa amb llargues cadenes d'or, aretes, rosari de coral o filigrana i arrebosso de Santa María.
Els homes acostumen a vestir pantalons blancs de tall recte, filipina de fina tela, espardenyes i barrets de jipijapa, sense faltar el tradicional mocador vermell anomenat popularment paliacate, indispensable en ballar la jarana

### Gastronomia
- Aliments

Es preparen amb massa de blat de moro carn de porc, pollastre i cérvol acompanyats amb salses picantes a força de chiles habanero i max. Els principals són: fríjol amb porc, chaya amb ou, olla de gallina, formatge farcit, salbutes, panuchos, pipian de cérvol, papadzules, llonganissa,lomitos de Valladolid, farcit negre, maculan, cochinita pibil, joroches, mucbil pollastres,chachacuas, pa de espelón, pimes i tamales colats.
- Dolços

Els dolços tradicionals que s'elaboren són el de yuca amb mel, bunyols (fets a força de yuca)amb mel, carabassa melada, camote amb coco, cocoyol en almívar, massapà de llavor de carabassa, melcocha, arepas, tejocotes en almívar i dolç de ciricote.
- Begudes

Les begudes típiques del municipi són el xtabentun, balché, beguda d'anís, pozole amb coco, orxata, atole de blat de moro nou i refrescs de fruites de la regió.

## Ciutats agermanades
Segons el directori de Sister Cities International, que nomena agermanaments reconeguts per la Secretària de Relacions Exteriors, la ciutat té únicament un llaç de ciutat agermanada amb la localitat de Asheville en Carolina del Nord, Estats Units. No obstant això, s'han signat alguns acords de cooperació amb altres ciutats per l'administració municipal.
| Ciutat    | Localització                | País         | Establiment |
| --------- | --------------------------- | ------------ | ----------- |
| Asheville | Buncombe, Carolina del Nord | Estats Units | 2006        |